# Ceratobaeus incertus
Ceratobaeus incertus är en stekelart som beskrevs av Meunier 1905. Ceratobaeus incertus ingår i släktet Ceratobaeus och familjen Scelionidae. Inga underarter finns listade i Catalogue of Life.